# Олкок, Милли
Милли О́лкок или Милли Алкок (англ. Milly Alcock; род. 11 апреля 2000, Сидней, Новый Южный Уэльс, Австралия) — австралийская актриса, известная ролями Рейениры Таргариен в сериале «Дом Дракона» и Супергёрл / Кара Зор-Эл в фильмах «Супермен» и «Супергёрл». Номинировалась на Премию Австралийской академии кинематографа и телевидения.

## Биография
Милли Олкок родилась 11 апреля 2000 года в Сиднее, Новый Южный Уэльс, Австралия. После неё в семье родились два мальчика. Учась в начальной школе, Милли сыграла Красную Шапочку в мюзикле, затем она появлялась в сериале «Страна чудес» (2014), в рекламных роликах для NBN, Cadbury, KFC и Woolworths, была некоторое время амбасадором телеканала Disney в Австралии. Окончив государственную школу Стэнмор, Олкок поступила в среднюю школу исполнительских искусств Ньютауна, которую бросила в 2018 году, когда попала в каст телесериала Пианино. Роль трудного подростка, попавшего в приключение со взрослым мужчиной, принесла актрисе первую известность и номинации на несколько премий. В 2018 году Олкок дебютировала ещё и в кино — в австралийском фильме ужасов «Школа». 
В 2022 году актриса получила одну из центральных ролей в фэнтезийном сериале «Дом Дракона» — роль Рейениры Таргариен. Эта работа принесла ей мировую славу и несколько наград, включая премию «Сатурн». В 2025 году Олкок сыграла главную роль в сериале «Сирены», появилась в роли Супергёрл в фильме «Супермен».
С момента получения роли в «Доме Дракона» Олкок живёт в Лондоне.

## Фильмография
| Год       |     | Русское название             | Оригинальное название | Роль                    |
| --------- | --- | ---------------------------- | --------------------- | ----------------------- |
| 2014      | с   | Страна чудес                 | Wonderland            | подросток               |
| 2017      | вс  | Светская жизнь               | High Life             | Изабелла Барретт        |
| 2017      | с   | Джанет Кинг                  | Janet King            | Синди Джексон           |
| 2018      | ф   | Школа                        | The School            | Цзянь                   |
| 2018      | с   | Нет места милее дома родного | A Place to Call Home  | Эмма Карволт            |
| 2018      | с   | Пайн Гэп                     | Pine Gap              | Марисса Кэмпбелл        |
| 2018      | с   | Сезон боёв                   | Fighting Season       | Майя Норденфельт        |
| 2019      | с   | Вышибала                     | Les Norton            | Сиан Галезе             |
| 2020      | с   | Сумерки                      | The Gloaming          | Дженни Макгинти         |
| 2019—2020 | с   | Расплата                     | Reckoning             | Сэм Серрато             |
| 2019—2022 | с   | Пианино                      | Upright               | Мэг Адамс               |
| 2020      | кор | Хранители                    | The Familiars         | Элисон                  |
| 2020      | кор | Отпуск                       | Furlough              | Элла                    |
| 2022—2024 | с   | Дом Дракона                  | House of the Dragon   | юная Рейенира Таргариен |
| 2025      | с   | Сирены                       | Sirens                | Симона Девитт           |
| 2025      | ф   | Супермен                     | Superman              | Супергёрл / Кара Зор-Эл |
| 2026      | ф   | Супергёрл                    | Supergirl             | Супергёрл / Кара Зор-Эл |

Музыкальные видео
| Год  | Название | Исполниель                         | Примечания |
| ---- | -------- | ---------------------------------- | ---------- |
| 2023 | Easy Now | Noel Gallagher’s High Flying Birds | [ 22 ]     |

Театральные постановки
| Год  | Название          | Роль            | Место проведения                |
| ---- | ----------------- | --------------- | ------------------------------- |
| 2023 | Суровое испытание | Эбигейл Уильямс | Театр Гилгуда, Вест-Энд, Лондон |

## Награды и номинации
| Год  | Премия                                                    | Категория                                                 | Номинация за | Результат | Примечания |
| ---- | --------------------------------------------------------- | --------------------------------------------------------- | ------------ | --------- | ---------- |
| 2018 | Гильдия кастингов Австралии                               | Восходящие звезды 2018 года                               | н/д          | Победа    | [ 24 ]     |
| 2020 | Премия Австралийской академии кинематографа и телевидения | Лучший комедийный исполнитель                             | Пианино      | Номинация | [ 25 ]     |
| 2022 | Летняя кинопремия IGN                                     | Лучшая женская роль в телесериале                         | Дом Дракона  | Номинация | [ 26 ]     |
| 2023 | Премия «Выбор критиков»                                   | Лучшая женская роль второго плана в драматическом сериале | Дом Дракона  | Номинация | [ 27 ]     |
| 2023 | Суперпремия «Выбор критиков»                              | Лучшая женская роль в научно-фантастическом сериале       | Дом Дракона  | Номинация | [ 28 ]     |
| 2023 | Logie Awards                                              | Лучшая женская роль                                       | Пианино      | Номинация | [ 29 ]     |
| 2024 | Премия «Сатурн»                                           | Лучшая роль молодого актёра или актрисы в телесериале     | Дом Дракона  | Номинация | [ 30 ]     |